# Serrivomeridae

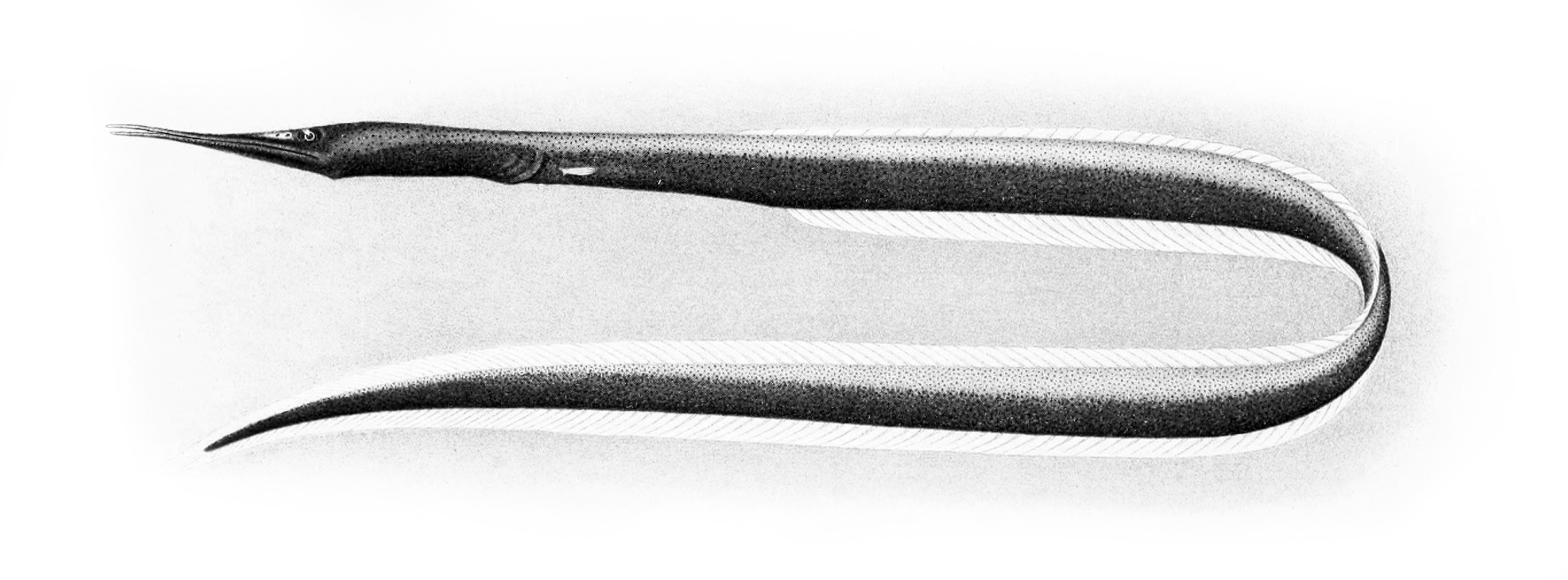
Stemonidium hypomelas

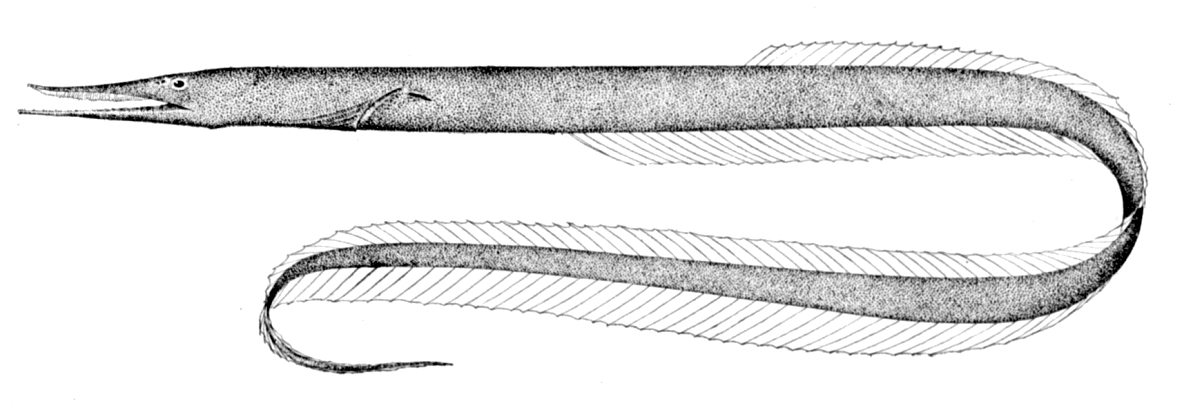
Serrivomer beanii

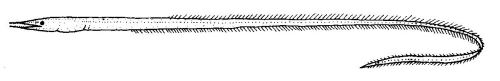
Serrivomer samoensis

I Serrivomeridae sono una famiglia di pesci ossei abissali dell'ordine Anguilliformes. Comprende due generi: Serrivomer e Stemonidium.

## Distribuzione e habitat
La famiglia è diffusa in tutti gli oceani temperati e tropicali, Serrivomer lanceolatoides è segnalato per il mar Mediterraneo occidentale. Sono pesci abissali che raggiungono profondità elevatissime, almeno fino a 6000 metri. Hanno abitudini batipelagiche.

## Descrizione
Come tutti gli anguilliformi questi pesci hanno corpo serpentiforme privo di pinna caudale distinta. Possiedono un muso allungato a becco. Sono armati di denti lunghi e taglienti sul vomere, posti in file che ricordano una sega.
Misurano normalmente qualche decina di cm. ma alcune specie superano il metro di lunghezza. Serrivomer beanii è la specie più grande con 78 cm.

## Biologia
È praticamente ignota.

## Specie
- Genere Serrivomer
  - Serrivomer beanii
  - Serrivomer bertini
  - Serrivomer brevidentatus
  - Serrivomer danae
  - Serrivomer garmani
  - Serrivomer jesperseni
  - Serrivomer lanceolatoides
  - Serrivomer samoensis
  - Serrivomer schmidti
  - Serrivomer sector
- Genere Stemonidium
  - Stemonidium hypomelas